# Ernesto L. Raez
Ernesto Leonidas Raez y Gómez fue un médico, hacendado y político peruano.
Nació en la ciudad de Huancayo en 1871 y cursó estudios de medicina humana en la facultad de San Fernando en Lima. Se graduó de médico en 1886 con una tesis titulada "De los abscesos hepáticos y las hernias abdominales". Se casó en 1902 con Sara Sofía Patiño Delgado en Huancayo con quien tuvo ocho hijos. Entre 1900 y 1902 fue director del Colegio Nacional Santa Isabel de Huancayo.
Fue miembro del Partido Civil y como tal fue elegido diputado por la provincia de Huancayo durante 23 años entre 1895 y 1918. Asimismo, en el primer gobierno de Augusto B. Leguía, fue nombrado Ministro de Economía formando parte del gabinete presidido por Agustín Ganoza y Cavero.
Falleció en 1955.